# Schwimmweltmeisterschaften 2013
| Medaillenspiegel (Endstand nach 68 Entscheidungen) | Medaillenspiegel (Endstand nach 68 Entscheidungen) | Medaillenspiegel (Endstand nach 68 Entscheidungen) | Medaillenspiegel (Endstand nach 68 Entscheidungen) | Medaillenspiegel (Endstand nach 68 Entscheidungen) | Medaillenspiegel (Endstand nach 68 Entscheidungen) |
| Pl.                                                | Land                                               | G                                                  | S                                                  | B                                                  | Gesamt                                             |
| -------------------------------------------------- | -------------------------------------------------- | -------------------------------------------------- | -------------------------------------------------- | -------------------------------------------------- | -------------------------------------------------- |
| 1                                                  | USA                                                | 15                                                 | 10                                                 | 9                                                  | 34                                                 |
| 2                                                  | China                                              | 14                                                 | 8                                                  | 4                                                  | 26                                                 |
| 3                                                  | Russland                                           | 9                                                  | 6                                                  | 4                                                  | 19                                                 |
| 4                                                  | Frankreich                                         | 4                                                  | 1                                                  | 4                                                  | 9                                                  |
| 5                                                  | Ungarn                                             | 4                                                  | 1                                                  | 2                                                  | 7                                                  |
| 6                                                  | Australien                                         | 3                                                  | 11                                                 | –                                                  | 14                                                 |
| 7                                                  | Deutschland                                        | 3                                                  | 3                                                  | 4                                                  | 10                                                 |
| 8                                                  | Brasilien                                          | 3                                                  | 2                                                  | 5                                                  | 10                                                 |
| 9                                                  | Südafrika                                          | 3                                                  | 1                                                  | 1                                                  | 5                                                  |
| 10                                                 | Spanien                                            | 1                                                  | 6                                                  | 5                                                  | 12                                                 |
| 11                                                 | Italien                                            | 1                                                  | 3                                                  | 1                                                  | 5                                                  |
| 12                                                 | Dänemark                                           | 1                                                  | 3                                                  | –                                                  | 4                                                  |
| 13                                                 | Japan                                              | 1                                                  | 2                                                  | 3                                                  | 6                                                  |
| 14                                                 | Griechenland                                       | 1                                                  | 1                                                  | –                                                  | 2                                                  |
| 14                                                 | Litauen                                            | 1                                                  | 1                                                  | –                                                  | 2                                                  |
| 14                                                 | Schweden                                           | 1                                                  | 1                                                  | –                                                  | 2                                                  |
| 17                                                 | Niederlande                                        | 1                                                  | –                                                  | 3                                                  | 4                                                  |
| 18                                                 | Tunesien                                           | 1                                                  | –                                                  | 1                                                  | 2                                                  |
| 19                                                 | Kolumbien                                          | 1                                                  | –                                                  | –                                                  | 1                                                  |
| 20                                                 | Kanada                                             | –                                                  | 3                                                  | 4                                                  | 7                                                  |
| 21                                                 | Polen                                              | –                                                  | 2                                                  | 1                                                  | 3                                                  |
| 22                                                 | Ukraine                                            | –                                                  | 1                                                  | 4                                                  | 5                                                  |
| 23                                                 | Großbritannien                                     | –                                                  | 1                                                  | 1                                                  | 2                                                  |
| 24                                                 | Belgien                                            | –                                                  | 1                                                  | –                                                  | 1                                                  |
| 24                                                 | Montenegro                                         | –                                                  | 1                                                  | –                                                  | 1                                                  |
| 26                                                 | Mexiko                                             | –                                                  | –                                                  | 4                                                  | 4                                                  |
| 27                                                 | Neuseeland                                         | –                                                  | –                                                  | 3                                                  | 3                                                  |
| 28                                                 | Finnland                                           | –                                                  | –                                                  | 1                                                  | 1                                                  |
| 28                                                 | Kroatien                                           | –                                                  | –                                                  | 1                                                  | 1                                                  |
| 28                                                 | Malaysia                                           | –                                                  | –                                                  | 1                                                  | 1                                                  |
| 28                                                 | Trinidad und Tobago                                | –                                                  | –                                                  | 1                                                  | 1                                                  |
| Gesamt                                             | Gesamt                                             | 68                                                 | 69                                                 | 67                                                 | 204                                                |

Die 15. Schwimmweltmeisterschaften (offiziell: 15th FINA World Championship) fanden vom 19. Juli bis 4. August 2013 in der spanischen Stadt Barcelona statt.
Das 21-köpfige Bureau des Schwimmweltverbandes (FINA) vergab die Veranstaltung am 18. Juli 2009, dem Vorabend der Schwimmweltmeisterschaften in Rom, zunächst nach Dubai in den Vereinigten Arabischen Emiraten. Die Bewerbung setzte sich in der entscheidenden Abstimmung gegen die Kandidaturen aus Hamburg (Deutschland) und Moskau (Russland) durch. Im Vorfeld hatten auch Belgrad (Serbien), Budapest/Balatonfüred (Ungarn), Hongkong (China) und Madrid (Spanien) ihr Interesse an der Ausrichtung bekundet.
Im Mai 2010 gab das Organisationskomitee der Vereinigten Arabischen Emirate den Verzicht auf die Austragung bekannt. Beim Treffen des FINA-Exekutivkomitees am 28. September 2010 in Punta del Este einigte man sich auf Barcelona als Veranstaltungsort für die Wettkämpfe 2013. Hamburg hatte zuvor seine erneute Bewerbung zurückgezogen. Barcelona veranstaltet somit nach 2003 zum zweiten Mal dieses Ereignis.

## Austragungsorte
Als Austragungsorte haben dieselben vier Bauten fungiert, in welchen auch schon die Schwimmweltmeisterschaften 2003 durchgeführt wurden.
- Palau Sant Jordi (Kapazität: 12.000)
- Port Vell (Kapazität: unbegrenzt)
- Piscina Municipal de Montjuïc (Kapazität: 4.100)
- Piscines Bernat Picornell (Kapazität: 3.000)

Die Wettbewerbe im Bahnen- und Synchronschwimmen fanden im Palau Sant Jordi statt, das Freiwasserschwimmen sowie die neu eingeführte Disziplin Klippensprung fanden im Port Vell, einem Hafengebiet von Barcelona statt. Die Wasserspringer trugen ihre Wettbewerbe im Piscina Municipal de Montjuïc aus, die Wasserballmannschaften kämpften im Piscines Bernat Picornell um Medaillen.

## Teilnehmer
An den Weltmeisterschaften in Barcelona nahmen 2310 Athleten aus 180 Nationen teil. Von diesen 2310 Athleten fielen 309 auf das Synchronschwimmen, 245 auf die Wettbewerbe im Wassersprung, 190 auf die Freiwasserschwimmer, 416 auf die Wasserballspieler (32 Teams mit je 13 Spielern) und 1150 auf die Beckenschwimmwettbewerbe.
| - Ägypten (25) - Albanien (4) - Algerien (2) - Amerikanisch-Samoa (1) - Andorra (3) - Angola (4) - Antigua und Barbuda (3) - Argentinien (10) - Armenien (5) - Aruba (5) - Aserbaidschan (6) - Äthiopien (3) - Australien (83) - Bahamas (4) - Bahrain (4) - Bangladesch (3) - Barbados (2) - Belgien (12) - Benin (3) - Bermuda (2) - Bolivien (5) - Bosnien und Herzegowina (2) - Botswana (3) - Brasilien (53) - Britische Jungferninseln (2) - Brunei (4) - Bulgarien (8) - Burkina Faso (3) - Burundi (3) - Chile (4) - Volksrepublik China (105) - Taiwan (5) - Cookinseln (1) - Costa Rica (16) - Dänemark (4) - Deutschland (62) - Dominikanische Republik (6) - Dschibuti (3) - Elfenbeinküste (3) - El Salvador (4) - Estland (3) - Färöer (4) - Fidschi (3) - Finnland (13) - Frankreich (50) - Gabun (2) - Gambia (1) - Georgien (5) - Ghana (3) - Grenada (3) - Griechenland (54) - Guam (3) - Guatemala (5) - Guinea (3) - Guyana (3) - Honduras (4) - Hongkong (17) - Indien (5) - Indonesien (15) - Irak (2) | - Iran (2) - Irland (4) - Island (4) - Israel (10) - Italien (99) - Jamaika (3) - Japan (49) - Jemen (2) - Jordanien (3) - Kambodscha (3) - Kamerun (3) - Kanada (86) - Kasachstan (48) - Katar (6) - Kenia (3) - Kirgisistan (4) - Kolumbien (16) - Komoren (2) - Demokratische Republik Kongo (4) - Republik Kongo (2) - Nordkorea (15) - Südkorea (30) - Kroatien (22) - Kuba (15) - Kuwait (4) - Laos (3) - Lesotho (1) - Lettland (6) - Liberia (3) - Libyen (2) - Liechtenstein (3) - Litauen (11) - Luxemburg (5) - Macau (21) - Madagaskar (4) - Malaysia (17) - Malediven (3) - Mali (3) - Malta (2) - Marokko (4) - Marshallinseln (3) - Mauritius (3) - Nordmazedonien (3) - Mexiko (47) - Föderierte Staaten von Mikronesien (3) - Moldau (3) - Mongolei (4) - Montenegro (13) - Mosambik (2) - Myanmar (3) - Namibia (3) - Nepal (4) - Neuseeland (52) - Nicaragua (3) - Niederlande (41) - Niederländische Antillen (2) - Niger (6) - Nigeria (3) - Nördliche Marianen (4) - Norwegen (8) | - Österreich (7) - Pakistan (4) - Palästina (4) - Palau (3) - Panama (3) - Papua-Neuguinea (3) - Paraguay (4) - Peru (4) - Philippinen (3) - Polen (19) - Portugal (9) - Puerto Rico (4) - Ruanda (4) - Rumänien (19) - Russland (81) - Sambia (3) - Samoa (3) - Schweden (16) - Schweiz (16) - Senegal (3) - Serbien (24) - Seychellen (3) - Sierra Leone (2) - Simbabwe (2) - Singapur (20) - Slowakei (9) - Slowenien (14) - Somalia (1) - Spanien (69) - Sri Lanka (4) - St. Lucia (5) - St. Vincent und die Grenadinen (3) - Südafrika (58) - Sudan (5) - Suriname (4) - Syrien (4) - Tadschikistan (3) - Tansania (3) - Thailand (15) - Togo (3) - Tonga (3) - Trinidad und Tobago (3) - Tschechien (28) - Tunesien (8) - Türkei (21) - Turkmenistan (4) - Uganda (3) - Ukraine (37) - Unabhängige Athleten (9) - Ungarn (50) - Uruguay (4) - Usbekistan (21) - Venezuela (20) - Vereinigte Arabische Emirate (2) - Vereinigtes Königreich (69) - Vereinigte Staaten (115) - Vietnam (3) - Belarus (23) - Zentralafrikanische Republik (3) - Zypern (3) |

## Zeitplan und Sportarten
Es wurden insgesamt 68 Wettbewerbe ausgetragen, zwei mehr als bei den Weltmeisterschaften 2011. Neu im Programm war die Disziplin Klippenspringen, bei der Athleten im Hafengebiet von Barcelona ihre Fähigkeiten im Sprung von Plattformen mit Höhen von 20 Metern (Frauen) und 27 Metern (Männer) präsentieren mussten.
Legende zum nachfolgend dargestellten Wettkampfprogramm:
|  | Eröffnungs- und Abschluss-Zeremonie |  | Qualifikationswettkämpfe | 2 | Finalentscheidungen |

Letzte Spalte: Gesamtanzahl der Entscheidungen in den einzelnen Sportarten
| Zeitplan der Schwimmweltmeisterschaften 2013 (mit Anzahl der Entscheidungen) | Zeitplan der Schwimmweltmeisterschaften 2013 (mit Anzahl der Entscheidungen) | Zeitplan der Schwimmweltmeisterschaften 2013 (mit Anzahl der Entscheidungen) | Zeitplan der Schwimmweltmeisterschaften 2013 (mit Anzahl der Entscheidungen) | Zeitplan der Schwimmweltmeisterschaften 2013 (mit Anzahl der Entscheidungen) | Zeitplan der Schwimmweltmeisterschaften 2013 (mit Anzahl der Entscheidungen) | Zeitplan der Schwimmweltmeisterschaften 2013 (mit Anzahl der Entscheidungen) | Zeitplan der Schwimmweltmeisterschaften 2013 (mit Anzahl der Entscheidungen) | Zeitplan der Schwimmweltmeisterschaften 2013 (mit Anzahl der Entscheidungen) | Zeitplan der Schwimmweltmeisterschaften 2013 (mit Anzahl der Entscheidungen) | Zeitplan der Schwimmweltmeisterschaften 2013 (mit Anzahl der Entscheidungen) | Zeitplan der Schwimmweltmeisterschaften 2013 (mit Anzahl der Entscheidungen) | Zeitplan der Schwimmweltmeisterschaften 2013 (mit Anzahl der Entscheidungen) | Zeitplan der Schwimmweltmeisterschaften 2013 (mit Anzahl der Entscheidungen) | Zeitplan der Schwimmweltmeisterschaften 2013 (mit Anzahl der Entscheidungen) | Zeitplan der Schwimmweltmeisterschaften 2013 (mit Anzahl der Entscheidungen) | Zeitplan der Schwimmweltmeisterschaften 2013 (mit Anzahl der Entscheidungen) | Zeitplan der Schwimmweltmeisterschaften 2013 (mit Anzahl der Entscheidungen) | Zeitplan der Schwimmweltmeisterschaften 2013 (mit Anzahl der Entscheidungen) |
|                                                                              | Fr                                                                           | Sa                                                                           | So                                                                           | Mo                                                                           | Di                                                                           | Mi                                                                           | Do                                                                           | Fr                                                                           | Sa                                                                           | So                                                                           | Mo                                                                           | Di                                                                           | Mi                                                                           | Do                                                                           | Fr                                                                           | Sa                                                                           | So                                                                           |                                                                              |
| Juli/August                                                                  | 19.                                                                          | 20.                                                                          | 21.                                                                          | 22.                                                                          | 23.                                                                          | 24.                                                                          | 25.                                                                          | 26.                                                                          | 27.                                                                          | 28.                                                                          | 29.                                                                          | 30.                                                                          | 31.                                                                          | 1.                                                                           | 2.                                                                           | 3.                                                                           | 4.                                                                           | Gesamt                                                                       |
| ---------------------------------------------------------------------------- | ---------------------------------------------------------------------------- | ---------------------------------------------------------------------------- | ---------------------------------------------------------------------------- | ---------------------------------------------------------------------------- | ---------------------------------------------------------------------------- | ---------------------------------------------------------------------------- | ---------------------------------------------------------------------------- | ---------------------------------------------------------------------------- | ---------------------------------------------------------------------------- | ---------------------------------------------------------------------------- | ---------------------------------------------------------------------------- | ---------------------------------------------------------------------------- | ---------------------------------------------------------------------------- | ---------------------------------------------------------------------------- | ---------------------------------------------------------------------------- | ---------------------------------------------------------------------------- | ---------------------------------------------------------------------------- | ---------------------------------------------------------------------------- |
| Eröffnung/Abschluss                                                          |                                                                              |                                                                              |                                                                              |                                                                              |                                                                              |                                                                              |                                                                              |                                                                              |                                                                              |                                                                              |                                                                              |                                                                              |                                                                              |                                                                              |                                                                              |                                                                              |                                                                              |                                                                              |
| Freiwasserschwimmen                                                          |                                                                              | 2                                                                            |                                                                              | 1                                                                            | 1                                                                            |                                                                              | 1                                                                            |                                                                              | 2                                                                            |                                                                              |                                                                              |                                                                              |                                                                              |                                                                              |                                                                              |                                                                              |                                                                              | 7                                                                            |
| Schwimmen                                                                    |                                                                              |                                                                              |                                                                              |                                                                              |                                                                              |                                                                              |                                                                              |                                                                              |                                                                              | 4                                                                            | 4                                                                            | 5                                                                            | 4                                                                            | 5                                                                            | 5                                                                            | 5                                                                            | 8                                                                            | 40                                                                           |
| Synchronschwimmen                                                            |                                                                              | 1                                                                            | 1                                                                            | 1                                                                            |                                                                              | 1                                                                            | 1                                                                            | 1                                                                            | 1                                                                            |                                                                              |                                                                              |                                                                              |                                                                              |                                                                              |                                                                              |                                                                              |                                                                              | 7                                                                            |
| Wasserball                                                                   |                                                                              |                                                                              |                                                                              |                                                                              |                                                                              |                                                                              |                                                                              |                                                                              |                                                                              |                                                                              |                                                                              |                                                                              |                                                                              |                                                                              | 1                                                                            | 1                                                                            |                                                                              | 2                                                                            |
| Wasserspringen                                                               |                                                                              | 1                                                                            | 1                                                                            | 2                                                                            | 2                                                                            |                                                                              | 1                                                                            | 1                                                                            | 1                                                                            | 1                                                                            |                                                                              | 1                                                                            | 1                                                                            |                                                                              |                                                                              |                                                                              |                                                                              | 12                                                                           |
| Finalentscheidungen                                                          |                                                                              | 4                                                                            | 2                                                                            | 4                                                                            | 3                                                                            | 1                                                                            | 3                                                                            | 2                                                                            | 4                                                                            | 5                                                                            | 4                                                                            | 6                                                                            | 5                                                                            | 5                                                                            | 6                                                                            | 6                                                                            | 8                                                                            | 68                                                                           |

## Aufgestellte Rekorde

### Männer
| Disziplin          | Runde      | Art                                   | Athlet             | Zeit        |
| ------------------ | ---------- | ------------------------------------- | ------------------ | ----------- |
| 50 m Freistil      | Halbfinale | Afrikarekord                          | Roland Schoeman    | 21,67 s     |
| 200 m Rücken       | Finale     | Europarekord                          | Radosław Kawęcki   | 1:54,24 min |
| 50 m Brust         | Halbfinale | Europarekord                          | Damir Dugonjič     | 26,83 s     |
| 50 m Brust         | Finale     | Ozeanienrekord                        | Christian Sprenger | 26,78 s     |
| 200 m Brust        | Finale     | Weltmeisterschaftsrekord Europarekord | Dániel Gyurta      | 2:07,23 min |
| 50 m Schmetterling | Vorlauf    | Asienrekord                           | Wu Peng            | 23,43 s     |

### Frauen
| Disziplin          | Runde      | Art                                               | Athletin/nen          | Zeit         |
| ------------------ | ---------- | ------------------------------------------------- | --------------------- | ------------ |
| 400 m Freistil     | Finale     | Amerikarekord                                     | Katie Ledecky         | 3:59,82 min  |
| 800 m Freistil     | Vorlauf    | Ozeanienrekord                                    | Lauren Boyle          | 8:21,00 min  |
| 800 m Freistil     | Finale     | Weltrekord Weltmeisterschaftsrekord Amerikarekord | Katie Ledecky         | 8:13,86 min  |
| 800 m Freistil     | Finale     | Ozeanienrekord                                    | Lauren Boyle          | 8:18,58 min  |
| 1500 m Freistil    | Finale     | Weltrekord Weltmeisterschaftsrekord Amerikarekord | Katie Ledecky         | 15:36,53 min |
| 1500 m Freistil    | Finale     | Europarekord                                      | Lotte Friis           | 15:38,88 min |
| 1500 m Freistil    | Finale     | Ozeanienrekord                                    | Lauren Boyle          | 15:44,71 min |
| 200 m Rücken       | Finale     | Weltmeisterschaftsrekord                          | Missy Franklin        | 2:04,76 min  |
| 50 m Brust         | Vorlauf    | Weltrekord Weltmeisterschaftsrekord Europarekord  | Julija Jefimowa       | 29,78 s      |
| 50 m Brust         | Halbfinale | Weltrekord Weltmeisterschaftsrekord Europarekord  | Rūta Meilutytė        | 29,48 s      |
| 50 m Brust         | Finale     | Amerikarekord                                     | Jessica Hardy         | 29,80 s      |
| 100 m Brust        | Vorlauf    | Weltmeisterschaftsrekord Europarekord             | Rūta Meilutytė        | 1:04,52 min  |
| 100 m Brust        | Halbfinale | Weltrekord Weltmeisterschaftsrekord Europarekord  | Rūta Meilutytė        | 1:04,35 min  |
| 200 m Brust        | Halbfinale | Weltrekord Weltmeisterschaftsrekord Europarekord  | Rikke Møller Pedersen | 2:19,11 min  |
| 50 m Schmetterling | Halbfinale | Afrikarekord                                      | Farida Osman          | 26,12 s      |
| 50 m Schmetterling | Finale     | Asienrekord                                       | Lu Ying               | 25,42 s      |
| 4 × 100 m Freistil | Finale     | Amerikarekord                                     | Staffel Amerikas      | 3:32,31 min  |
| 4 × 100 m Freistil | Finale     | Ozeanienrekord                                    | Staffel Australiens   | 3:32,43 min  |

## Beckenschwimmen

### Abkürzungen
WR = Weltrekord
CR = Weltmeisterschaftsrekord
ER = Europarekord
AM = Amerikarekord
OC = Ozeanienrekord
AS = Asienrekord

### Männer
Siehe auch: Liste aller detaillierten Einzelergebnisse

#### Freistil

##### 50 m Freistil
| Platz | Land                | Athlet             | Zeit    |
| ----- | ------------------- | ------------------ | ------- |
| 1     | Brasilien           | César Cielo Filho  | 21,32 s |
| 2     | Russland            | Wladimir Morosow   | 21,47 s |
| 3     | Trinidad und Tobago | George Bovell      | 21,51 s |
| 4     | Vereinigte Staaten  | Nathan Adrian      | 21,60 s |
| 5     | Frankreich          | Florent Manaudou   | 21,64 s |
| 6     | Vereinigte Staaten  | Anthony Ervin      | 21,65 s |
| 7     | Südafrika           | Roland Schoeman    | 21,85 s |
| 8     | Frankreich          | Frédérick Bousquet | 21,93 s |

Finale am 3. August 2013
 Christoph Fildebrandt belegte mit 22,64 s im Vorlauf Rang 25.

##### 100 m Freistil
| Platz | Land               | Athlet              | Zeit    |
| ----- | ------------------ | ------------------- | ------- |
| 1     | Australien         | James Magnussen     | 47,71 s |
| 2     | Vereinigte Staaten | James Feigen        | 47,82 s |
| 3     | Vereinigte Staaten | Nathan Adrian       | 47,84 s |
| 4     | Australien         | Cameron McEvoy      | 47,88 s |
| 5     | Russland           | Wladimir Morosow    | 48,01 s |
| 6     | Brasilien          | Marcelo Chierighini | 48,28 s |
| 7     | Frankreich         | Fabien Gilot        | 48,33 s |
| 8     | Italien            | Luca Dotto          | 48,58 s |

Finale am 1. August 2013

##### 200 m Freistil
| Platz | Land                   | Athlet               | Zeit    |
| ----- | ---------------------- | -------------------- | ------- |
| 1     | Frankreich             | Yannick Agnel        | 1:44,20 |
| 2     | Vereinigte Staaten     | Conor Dwyer          | 1:45,32 |
| 3     | Russland               | Danila Isotow        | 1:45,59 |
| 4     | Vereinigte Staaten     | Ryan Lochte          | 1:45,64 |
| 5     | Japan                  | Kōsuke Hagino        | 1:45,94 |
| 6     | Vereinigtes Königreich | Robert Renwick       | 1:46,52 |
| 7     | Australien             | Cameron McEvoy       | 1:46,63 |
| 8     | Australien             | Thomas Fraser-Holmes | 1:47,11 |

Finale am 30. Juli 2013
 Clemens Rapp belegte mit 1:47,51 min im Halbfinale Rang 12.
 Dimitri Colupaev belegte mit 1:48,50 min im Vorlauf Rang 19.

##### 400 m Freistil
| Platz | Land                   | Athlet          | Zeit    |
| ----- | ---------------------- | --------------- | ------- |
| 1     | China                  | Sun Yang        | 3:41,59 |
| 2     | Japan                  | Kōsuke Hagino   | 3:44,82 |
| 3     | Vereinigte Staaten     | Connor Jaeger   | 3:44,85 |
| 4     | Kanada                 | Ryan Cochrane   | 3:45,02 |
| 5     | Vereinigtes Königreich | James Guy       | 3:47,96 |
| 6     | Südafrika              | Myles Brown     | 3:48,40 |
| 6     | Australien             | Jordan Harrison | 3:48,40 |
| 8     | China                  | Hao Yun         | 3:48,88 |

Finale am 28. Juli 2013
 David Brandl belegte mit 3:51,98 min im Vorlauf Rang 19.

##### 800 m Freistil
| Platz | Land               | Athlet               | Zeit    |
| ----- | ------------------ | -------------------- | ------- |
| 1     | China              | Sun Yang             | 7:41,36 |
| 2     | Vereinigte Staaten | Michael McBroom      | 7:43,60 |
| 3     | Kanada             | Ryan Cochrane        | 7:43,70 |
| 4     | Vereinigte Staaten | Connor Jaeger        | 7:44,26 |
| 5     | Australien         | Jordan Harrison      | 7:47,38 |
| 6     | Italien            | Gregorio Paltrinieri | 7:50,29 |
| 7     | Färöer             | Pál Joensen          | 7:52,57 |
| 8     | Tunesien           | Oussama Mellouli     | 7:52,79 |

Finale am 31. Juli 2013
 Sören Meißner belegte mit 7:56,64 min im Vorlauf Rang 13.
 Martin Grodzki belegte mit 8:00,36 min im Vorlauf Rang 20.
 David Brandl belegte mit 8:05,45 min im Vorlauf Rang 23.

##### 1500 m Freistil
| Platz | Land                   | Athlet               | Zeit     |
| ----- | ---------------------- | -------------------- | -------- |
| 1     | China                  | Sun Yang             | 14:41,15 |
| 2     | Kanada                 | Ryan Cochrane        | 14:42,48 |
| 3     | Italien                | Gregorio Paltrinieri | 14:45,37 |
| 4     | Vereinigte Staaten     | Connor Jaeger        | 14:47,96 |
| 5     | Vereinigte Staaten     | Michael McBroom      | 14:53,95 |
| 6     | Australien             | Jordan Harrison      | 15:00,44 |
| 7     | Färöer                 | Pál Joensen          | 15:03,10 |
| 8     | Vereinigtes Königreich | Daniel Fogg          | 15:05,92 |

Finale am 4. August 2013
 Sören Meissner belegte mit 15:23,33 min im Vorlauf Rang 22.

#### Rücken

##### 50 m Rücken
| Platz | Land               | Athlet                  | Zeit  |
| ----- | ------------------ | ----------------------- | ----- |
| 1     | Frankreich         | Camille Lacourt         | 24,42 |
| 2     | Frankreich         | Jérémy Stravius         | 24,54 |
| 2     | Vereinigte Staaten | Matt Grevers            | 24,54 |
| 4     | Spanien            | Aschwin Wildeboer Faber | 24,58 |
| 5     | China              | Sun Xiaolei             | 24,76 |
| 6     | Brasilien          | Daniel Orzechowski      | 24,87 |
| 7     | Israel             | Guy Barnea              | 25,14 |
| 8     | Israel             | Jonatan Josef Kopelev   | 25,19 |

Finale am 4. August 2013
 Felix Wolf belegte mit 25,90 s im Vorlauf Rang 23.

##### 100 m Rücken
| Platz | Land               | Athlet          | Zeit  |
| ----- | ------------------ | --------------- | ----- |
| 1     | Vereinigte Staaten | Matt Grevers    | 52,93 |
| 2     | Vereinigte Staaten | David Plummer   | 53,12 |
| 3     | Frankreich         | Jérémy Stravius | 53,21 |
| 4     | Japan              | Ryōsuke Irie    | 53,29 |
| 5     | Frankreich         | Camille Lacourt | 53,51 |
| 6     | Australien         | Ashley Delaney  | 53,55 |
| 7     | Japan              | Kōsuke Hagino   | 53,93 |
| 8     | Neuseeland         | Gareth Kean     | 54,25 |

Finale am 30. Juli 2013

##### 200 m Rücken
| Platz | Land                   | Athlet           | Zeit         |
| ----- | ---------------------- | ---------------- | ------------ |
| 1     | Vereinigte Staaten     | Ryan Lochte      | 1:53,79      |
| 2     | Polen                  | Radosław Kawęcki | 1:54,24 (ER) |
| 3     | Vereinigte Staaten     | Tyler Clary      | 1:54,64      |
| 4     | Japan                  | Ryōsuke Irie     | 1:55,07      |
| 5     | Japan                  | Kōsuke Hagino    | 1:55,43      |
| 6     | Vereinigtes Königreich | Craig McNally    | 1:55,67      |
| 7     | China                  | Xu Jiayu         | 1:57,13      |
| 8     | Ungarn                 | Péter Bernek     | 1:58,26      |

Finale am 2. August 2013
 Yannick Lebherz belegte mit 1:57,71 min im Halbfinale Rang 11.
 Lukas Rauftlin belegte mit 2:00,45 min im Vorlauf Rang 20.
 Jean-François Schneiders belegte mit 2:02,96 min im Vorlauf Rang 25.

#### Brust

##### 50 m Brust
| Platz | Land       | Athlet                | Zeit       |
| ----- | ---------- | --------------------- | ---------- |
| 1     | Südafrika  | Cameron van der Burgh | 26,77      |
| 2     | Australien | Christian Sprenger    | 26,78 (OC) |
| 3     | Südafrika  | Giulio Zorzi          | 27,04      |
| 4     | Slowenien  | Damir Dugonjič        | 27,05      |
| 5     | Brasilien  | João Gomes jr.        | 27,20      |
| 6     | Neuseeland | Glenn Snyders         | 27,21      |
| 7     | Schweden   | Johannes Skagius      | 27,48      |
| 8     | Italien    | Mattia Pesce          | 27,53      |

Finale am 31. Juli 2013
 Hendrik Feldwehr belegte mit 27,59 s im Vorlauf Rang 17.

##### 100 m Brust
| Platz | Land               | Athlet                | Zeit    |
| ----- | ------------------ | --------------------- | ------- |
| 1     | Australien         | Christian Sprenger    | 58,79   |
| 2     | Südafrika          | Cameron van der Burgh | 58,97   |
| 3     | Brasilien          | Felipe Lima           | 59,65   |
| 4     | Slowenien          | Damir Dugonjič        | 59,68   |
| 5     | Italien            | Fabio Scozzoli        | 59,70   |
| 6     | Japan              | Kōsuke Kitajima       | 59,98   |
| 7     | Vereinigte Staaten | Kevin Cordes          | 1:00,02 |
| 8     | Vereinigte Staaten | Nicolas Fink          | 1:00,10 |

Finale am 29. Juli 2013
 Hendrik Feldwehr belegte mit 1:00,05 min im Halbfinale Rang 10.

##### 200 m Brust
| Platz | Land                   | Athlet                   | Zeit             |
| ----- | ---------------------- | ------------------------ | ---------------- |
| 1     | Ungarn                 | Dániel Gyurta            | 2:07,23 (ER, CR) |
| 2     | Deutschland            | Marco Koch               | 2:08,54          |
| 3     | Finnland               | Matti Mattsson           | 2:08,95          |
| 4     | Vereinigtes Königreich | Andrew Willis            | 2:09,13          |
| 5     | Vereinigtes Königreich | Michael Jamieson         | 2:09,14          |
| 6     | Russland               | Wjatscheslaw Sinkewitsch | 2:09,34          |
| 7     | Japan                  | Akihiro Yamaguchi        | 2:09,57          |
| 8     | Japan                  | Ryō Tateishi             | 2:10,28          |

Finale am 2. August 2013
 Christian vom Lehn belegte mit 2:10,12 min im Halbfinale Rang 10.
 Laurent Carnol belegte mit 2:11,73 min im Halbfinale Rang 15.

#### Schmetterling

##### 50 m Schmetterling
| Platz | Land               | Athlet             | Zeit  |
| ----- | ------------------ | ------------------ | ----- |
| 1     | Brasilien          | César Cielo        | 23,01 |
| 2     | Vereinigte Staaten | Eugene Godsoe      | 23,05 |
| 3     | Frankreich         | Frédérick Bousquet | 23,11 |
| 4     | Brasilien          | Nicholas Santos    | 23,21 |
| 5     | Ukraine            | Andrij Howorow     | 23,22 |
| 6     | Belarus            | Jauhen Zurkin      | 23,28 |
| 6     | Deutschland        | Steffen Deibler    | 23,28 |
| 8     | Frankreich         | Florent Manaudou   | 23,35 |

Finale am 29. Juli 2013

##### 100 m Schmetterling
| Platz | Land               | Athlet               | Zeit  |
| ----- | ------------------ | -------------------- | ----- |
| 1     | Südafrika          | Chad le Clos         | 51,06 |
| 2     | Ungarn             | László Cseh          | 51,45 |
| 3     | Polen              | Konrad Czerniak      | 51,46 |
| 4     | Deutschland        | Steffen Deibler      | 51,54 |
| 5     | Russland           | Jewgeni Korotyschkin | 51,57 |
| 6     | Vereinigte Staaten | Ryan Lochte          | 51,58 |
| 7     | Italien            | Matteo Rivolta       | 51,65 |
| 7     | Belarus            | Jauhen Zurkin        | 51,65 |

Finale am 3. August 2013

##### 200 m Schmetterling
| Platz | Land               | Athlet             | Zeit    |
| ----- | ------------------ | ------------------ | ------- |
| 1     | Südafrika          | Chad le Clos       | 1:54,32 |
| 2     | Polen              | Paweł Korzeniowski | 1:55,01 |
| 3     | China              | Wu Peng            | 1:55,09 |
| 4     | China              | Chen Yin           | 1:55,47 |
| 5     | Vereinigte Staaten | Tom Luchsinger     | 1:55,70 |
| 6     | Russland           | Nikolai Skworzow   | 1:56,02 |
| 7     | Vereinigte Staaten | Tyler Clary        | 1:56,34 |
| 8     | Brasilien          | Leonardo de Deus   | 1:56,44 |

Finale am 31. Juli 2013

#### Lagen

##### 200 m Lagen
| Platz | Land               | Athlet         | Zeit    |
| ----- | ------------------ | -------------- | ------- |
| 1     | Vereinigte Staaten | Ryan Lochte    | 1:54,98 |
| 2     | Japan              | Kōsuke Hagino  | 1:56,29 |
| 3     | Brasilien          | Thiago Pereira | 1:56,30 |
| 4     | China              | Wang Shun      | 1:56,86 |
| 5     | Ungarn             | László Cseh    | 1:57,70 |
| 6     | Australien         | Daniel Tranter | 1:57,88 |
| 7     | Japan              | Daiya Seto     | 1:58,45 |
| 8     | Schweden           | Simon Sjödin   | 1:59,79 |

Finale am 1. August 2013
 Markus Deibler belegte mit 1:58,53 min im Halbfinale Rang 9.
 Raphael Stacchioti belegte mit 2:01,71 min im Vorlauf Rang 24.
 Jakub Maly belegte mit 2:01,92 min im Vorlauf Rang 25.

##### 400 m Lagen
| Platz | Land                   | Athlet               | Zeit    |
| ----- | ---------------------- | -------------------- | ------- |
| 1     | Japan                  | Daiya Seto           | 4:08,69 |
| 2     | Vereinigte Staaten     | Chase Kalisz         | 4:09,22 |
| 3     | Brasilien              | Thiago Pereira       | 4:09,48 |
| 4     | Vereinigte Staaten     | Tyler Clary          | 4:10,39 |
| 5     | Japan                  | Kōsuke Hagino        | 4:10,77 |
| 6     | Ungarn                 | Dávid Verrasztó      | 4:13,68 |
| 7     | Vereinigtes Königreich | Daniel Wallace       | 4:13,72 |
| 8     | Australien             | Thomas Fraser-Holmes | 4:17,46 |

Finale am 4. August 2013
 Yannick Lebherz belegte mit 4:16,23 min im Vorlauf Rang 11.
 Jakub Malý belegte mit 4:19,21 min im Vorlauf Rang 16.
 Kevin Wedel belegte mit 4:23,18 min im Vorlauf Rang 21.
 Christoph Meier belegte mit 4:23,90 min im Vorlauf Rang 25.

#### Staffel

##### 4 × 100 m Freistil
| Platz | Land               | Athlet                                                                | Zeit    |
| ----- | ------------------ | --------------------------------------------------------------------- | ------- |
| 1     | Frankreich         | Yannick Agnel Florent Manaudou Fabien Gilot Jérémy Stravius           | 3:11,18 |
| 2     | Vereinigte Staaten | Nathan Adrian Ryan Lochte Anthony Ervin James Feigen                  | 3:11,42 |
| 3     | Russland           | Andrei Gretschin Nikita Lobinzew Wladimir Morosow Danila Isotow       | 3:11,44 |
| 4     | Australien         | James Magnussen Cameron McEvoy Tommaso D’Orsogna James Roberts        | 3:11,58 |
| 5     | Italien            | Luca Dotto Luca Leonardi Marco Orsi Filippo Magnini                   | 3:12,62 |
| 6     | Deutschland        | Steffen Deibler Markus Deibler Christoph Fildebrandt Dimitri Colupaev | 3:13,77 |
| 7     | Brasilien          | Nicolas Oliveira Fernando Santos Vinícius Waked Marcelo Chierighini   | 3:14,45 |
| 8     | Japan              | Shinri Shioura Kenji Kobase Takurō Fujii Kenta Itō                    | 3:14,75 |

Finale am 28. Juli 2013

##### 4 × 200 m Freistil
| Platz | Land                   | Athlet                                                               | Zeit    |
| ----- | ---------------------- | -------------------------------------------------------------------- | ------- |
| 1     | Vereinigte Staaten     | Conor Dwyer Ryan Lochte Charles Gipson Houchin Ricky Berens          | 7:01,72 |
| 2     | Russland               | Danila Isotow Nikita Lobinzew Artjom Lobusow Alexander Suchorukow    | 7:03,92 |
| 3     | China                  | Wang Shun Hao Yun Li Yunqi Sun Yang                                  | 7:04,74 |
| 4     | Frankreich             | Yannick Agnel Lorys Bouelly Grégory Mallet Jérémy Stravius           | 7:04,91 |
| 5     | Japan                  | Kōsuke Hagino Sho Sotodate Yuki Kobori Takeshi Matsuda               | 7:04,95 |
| 6     | Deutschland            | Clemens Rapp Markus Deibler Dimitri Colupaev Yannick Lebherz         | 7:10,07 |
| 7     | Belgien                | Glenn Surgeloose Emmanuel Vanluchene Dieter Dekoninck Pieter Timmers | 7:11,15 |
| 8     | Vereinigtes Königreich | James Guy Robert Renwick Jak Scott Joshua Walsh                      | 7:12,00 |

Finale am 2. August 2013

##### 4 × 100 m Lagen
| Platz | Land               | Athlet                                                                   | Zeit    |
| ----- | ------------------ | ------------------------------------------------------------------------ | ------- |
| 1     | Frankreich         | Camille Lacourt Giacomo Perez-Dortona Jérémy Stravius Fabien Gilot       | 3:31,51 |
| 2     | Australien         | Ashley Delaney Christian Sprenger Tommaso D’Orsogna James Magnussen      | 3:31,64 |
| 3     | Japan              | Ryōsuke Irie Kōsuke Kitajima Takurō Fujii Shinri Shioura                 | 3:32,26 |
| 4     | Russland           | Wladimir Morosow Kirill Strelnikow Jewgeni Korotyschkin Andrei Gretschin | 3:32,74 |
| 5     | Deutschland        | Felix Wolf Hendrik Feldwehr Philip Heintz Steffen Deibler                | 3:33,97 |
| 6     | Italien            | Mirco di Tora Fabio Scozzoli Matteo Rivolta Marco Orsi                   | 3:34,06 |
| 7     | Ungarn             | László Cseh Dániel Gyurta Bence Pulai Krisztián Takács                   | 3:34,09 |
|       | Vereinigte Staaten | Matt Grevers Kevin Cordes Ryan Lochte Nathan Adrian                      | DSQ     |

Finale am 4. August 2013

### Frauen
Siehe auch: Liste aller detaillierten Einzelergebnisse

#### Freistil

##### 50 m Freistil
| Platz | Land                   | Athletin              | Zeit  |
| ----- | ---------------------- | --------------------- | ----- |
| 1     | Niederlande            | Ranomi Kromowidjojo   | 24,05 |
| 2     | Australien             | Cate Campbell         | 24,14 |
| 3     | Vereinigtes Königreich | Francesca Halsall     | 24,30 |
| 4     | Schweden               | Sarah Sjöström        | 24,45 |
| 5     | Australien             | Bronte Campbell       | 24,66 |
| 5     | Dänemark               | Jeanette Ottesen Gray | 24,66 |
| 7     | Vereinigte Staaten     | Simone Manuel         | 24,80 |
| 8     | Deutschland            | Dorothea Brandt       | 24,81 |

Finale am 4. August 2013

##### 100 m Freistil
| Platz | Land               | Athletin            | Zeit  |
| ----- | ------------------ | ------------------- | ----- |
| 1     | Australien         | Cate Campbell       | 52,34 |
| 2     | Schweden           | Sarah Sjöström      | 52,89 |
| 3     | Niederlande        | Ranomi Kromowidjojo | 53,42 |
| 4     | Vereinigte Staaten | Missy Franklin      | 53,47 |
| 5     | Niederlande        | Femke Heemskerk     | 53,67 |
| 6     | Deutschland        | Britta Steffen      | 53,75 |
| 7     | China              | Tang Yi             | 54,27 |
| 8     | Vereinigte Staaten | Shannon Vreeland    | 54,49 |

Finale am 2. August 2013
 Daniela Schreiber belegte mit 55,44 s im Vorlauf Rang 22.

##### 200 m Freistil
| Platz | Land               | Athletin            | Zeit    |
| ----- | ------------------ | ------------------- | ------- |
| 1     | Vereinigte Staaten | Missy Franklin      | 1:54,81 |
| 2     | Italien            | Federica Pellegrini | 1:55,14 |
| 3     | Frankreich         | Camille Muffat      | 1:55,72 |
| 4     | Schweden           | Sarah Sjöström      | 1:56,63 |
| 5     | Spanien            | Melanie Costa       | 1:57,04 |
| 6     | Australien         | Kylie Palmer        | 1:57,14 |
| 7     | Vereinigte Staaten | Shannon Vreeland    | 1:57,41 |
| 8     | Frankreich         | Charlotte Bonnet    | 1:57,56 |

Finale am 31. Juli 2013

##### 400 m Freistil
| Platz | Land                   | Athletin       | Zeit    |
| ----- | ---------------------- | -------------- | ------- |
| 1     | Vereinigte Staaten     | Katie Ledecky  | 3:59,82 |
| 2     | Spanien                | Melanie Costa  | 4:02,47 |
| 3     | Neuseeland             | Lauren Boyle   | 4:03,89 |
| 4     | Vereinigtes Königreich | Jazmin Carlin  | 4:04,03 |
| 5     | Ungarn                 | Boglárka Kapás | 4:05,90 |
| 6     | Venezuela              | Andreina Pinto | 4:07,14 |
| 7     | Frankreich             | Camille Muffat | 4:07,67 |
| 8     | Australien             | Kylie Palmer   | 4:08,13 |

Finale am 28. Juli 2013
 Julia Hassler belegte mit 4:14,68 min im Vorlauf Rang 21.
 Sarah Köhler belegte mit 4:16,13 min im Vorlauf Rang 23.

##### 800 m Freistil
| Platz | Land               | Athletin               | Zeit                 |
| ----- | ------------------ | ---------------------- | -------------------- |
| 1     | Vereinigte Staaten | Katie Ledecky          | 8:13,86 (WR, CR, AM) |
| 2     | Dänemark           | Lotte Friis            | 8:16,32              |
| 3     | Neuseeland         | Lauren Boyle           | 8:18,58 (OC)         |
| 4     | Ungarn             | Boglárka Kapás         | 8:21,21              |
| 5     | Spanien            | Mireia Belmonte García | 8:21,99              |
| 6     | Vereinigte Staaten | Chloe Sutton           | 8:27,75              |
| 7     | Venezuela          | Andreina Pinto         | 8:29,37              |
| 8     | Italien            | Martina de Memme       | 8:37,29              |

Finale am 3. August 2013
 Sarah Köhler belegte mit 8:34,72 min im Vorlauf Rang 15.
 Isabelle Harle belegte mit 8:36,83 min im Vorlauf Rang 18.
 Julia Hassler belegte mit 8:40,89 min im Vorlauf Rang 21.

##### 1500 m Freistil
| Platz | Land               | Athletin               | Zeit                  |
| ----- | ------------------ | ---------------------- | --------------------- |
| 1     | Vereinigte Staaten | Katie Ledecky          | 15:36,53 (WR, CR, AM) |
| 2     | Dänemark           | Lotte Friis            | 15:38,88 (ER)         |
| 3     | Neuseeland         | Lauren Boyle           | 15:44,71 (OC)         |
| 4     | Spanien            | Mireia Belmonte García | 15:58,83              |
| 5     | China              | Xu Danlu               | 16:00,44              |
| 6     | Chile              | Kristel Köbrich        | 16:01,94              |
| 7     | Ungarn             | Boglárka Kapás         | 16:06,89              |
| 8     | Vereinigte Staaten | Chloe Sutton           | 16:09,65              |

Finale am 30. Juli 2013
 Leonie Beck belegte mit 16:17,12 min im Vorlauf Rang 12.
 Sarah Köhler belegte mit 16:24,42 min im Vorlauf Rang 14.
 Julia Hassler belegte mit 16:33,61 min im Vorlauf Rang 16.

#### Rücken

##### 50 m Rücken
| Platz | Land                   | Athletin        | Zeit  |
| ----- | ---------------------- | --------------- | ----- |
| 1     | China                  | Zhao Jing       | 27,29 |
| 2     | China                  | Fu Yuanhui      | 27,39 |
| 3     | Japan                  | Aya Terakawa    | 27,53 |
| 4     | Brasilien              | Etiene Medeiros | 27,83 |
| 5     | Spanien                | Mercedes Peris  | 27,93 |
| 6     | Vereinigtes Königreich | Georgia Davies  | 27,96 |
| 7     | Vereinigte Staaten     | Rachel Bootsma  | 28,05 |
| 8     | Vereinigtes Königreich | Lauren Quigley  | 28,33 |

Finale am 1. August 2013

##### 100 m Rücken
| Platz | Land               | Athletin         | Zeit    |
| ----- | ------------------ | ---------------- | ------- |
| 1     | Vereinigte Staaten | Missy Franklin   | 58,42   |
| 2     | Australien         | Emily Seebohm    | 59,06   |
| 3     | Japan              | Aya Terakawa     | 59,23   |
| 4     | Vereinigte Staaten | Elizabeth Pelton | 59,45   |
| 5     | China              | Fu Yuanhui       | 59,61   |
| 6     | Tschechien         | Simona Baumrtová | 59,84   |
| 7     | Ukraine            | Daryna Sewina    | 1:00,16 |
| 8     | Australien         | Belinda Hocking  | 1:00,29 |

Finale am 30. Juli 2013

##### 200 m Rücken
| Platz | Land               | Athletin          | Zeit         |
| ----- | ------------------ | ----------------- | ------------ |
| 1     | Vereinigte Staaten | Missy Franklin    | 2:04,76 (CR) |
| 2     | Australien         | Belinda Hocking   | 2:06,66      |
| 3     | Kanada             | Hilary Caldwell   | 2:06,80      |
| 4     | Ukraine            | Daryna Sewina     | 2:08,72      |
| 5     | Vereinigte Staaten | Elizabeth Pelton  | 2:08,98      |
| 6     | Ungarn             | Katinka Hosszú    | 2:09,08      |
| 7     | Kanada             | Sinead Russel     | 2:10,46      |
| 8     | Russland           | Darja K. Ustinowa | 2:11,30      |

Finale am 3. August 2013
 Selina Hocke belegte mit 2:14,10 min im Vorlauf Rang 24.

#### Brust

##### 50 m Brust
| Platz | Land               | Athletin              | Zeit       |
| ----- | ------------------ | --------------------- | ---------- |
| 1     | Russland           | Julija Jefimowa       | 29,52      |
| 2     | Litauen            | Rūta Meilutytė        | 29,59      |
| 3     | Vereinigte Staaten | Jessica Hardy         | 29,80 (AM) |
| 4     | Vereinigte Staaten | Breeja Larson         | 29,95      |
| 5     | Schweden           | Jennie Johansson      | 30,23      |
| 6     | Dänemark           | Rikke Møller Pedersen | 30,72      |
| 7     | Niederlande        | Moniek Nijhuis        | 31,31      |
|       | Tschechien         | Petra Chocová         | DSQ        |

Finale am 4. August 2013
 Caroline Ruhnau belegte mit 31,73 s im Vorlauf Rang 25.

##### 100 m Brust
| Platz | Land               | Athletin                | Zeit    |
| ----- | ------------------ | ----------------------- | ------- |
| 1     | Litauen            | Rūta Meilutytė          | 1:04,42 |
| 2     | Russland           | Julija Jefimowa         | 1:05,02 |
| 3     | Vereinigte Staaten | Jessica Hardy           | 1:05,52 |
| 4     | Dänemark           | Rikke Møller Pedersen   | 1:05,93 |
| 5     | Vereinigte Staaten | Breeja Larson           | 1:06,74 |
| 6     | Ukraine            | Wiktorija Solnzewa      | 1:06,81 |
| 7     | Spanien            | Marina García Urzainqui | 1:07,08 |
| 8     | Schweden           | Jennie Johansson        | 1:07,41 |

Finale am 30. Juli 2013
 Caroline Ruhnau belegte mit 1:08,62 min im Vorlauf Rang 22.

##### 200 m Brust
| Platz | Land               | Athletin                | Zeit    |
| ----- | ------------------ | ----------------------- | ------- |
| 1     | Russland           | Julija Jefimowa         | 2:19,41 |
| 2     | Dänemark           | Rikke Møller Pedersen   | 2:20,08 |
| 3     | Vereinigte Staaten | Micah Lawrence          | 2:22,37 |
| 4     | Japan              | Rie Kaneto              | 2:22,96 |
| 5     | Ukraine            | Wiktorija Solnzewa      | 2:23,01 |
| 6     | Spanien            | Marina García Urzainqui | 2:23,55 |
| 7     | Australien         | Sally Foster            | 2:24,01 |
| 8     | Kanada             | Martha McCabe           | 2:25,21 |

Finale am 2. August 2013
 Caroline Ruhnau ist in diesem Wettbewerb trotz Meldung nicht angetreten.
 Lisa Zaiser wurde nach den Vorläufen aufgrund eines Regelverstoßes disqualifiziert.

#### Schmetterling

##### 50 m Schmetterling
| Platz | Land                   | Athletin              | Zeit       |
| ----- | ---------------------- | --------------------- | ---------- |
| 1     | Dänemark               | Jeanette Ottesen Gray | 25,24      |
| 2     | China                  | Lu Ying               | 25,42 (AS) |
| 3     | Niederlande            | Ranomi Kromowidjojo   | 25,53      |
| 4     | Vereinigtes Königreich | Francesca Halsall     | 25,70      |
| 5     | Niederlande            | Inge Dekker           | 25,83      |
| 6     | Frankreich             | Mélanie Henique       | 25,96      |
| 7     | Ägypten                | Farida Osman          | 26,17      |
| 8     | Vereinigte Staaten     | Dana Vollmer          | 26,46      |

Finale am 3. August 2013
 Alexandra Wenk belegte mit 26,54 s im Vorlauf Rang 16, scheiterte jedoch im Swimm-off an der französischen Schwimmerin Mélanie Henique.

##### 100 m Schmetterling
| Platz | Land               | Athletin              | Zeit  |
| ----- | ------------------ | --------------------- | ----- |
| 1     | Schweden           | Sarah Sjöström        | 56,53 |
| 2     | Australien         | Alicia Coutts         | 56,97 |
| 3     | Vereinigte Staaten | Dana Vollmer          | 57,24 |
| 4     | Dänemark           | Jeanette Ottesen Gray | 57,27 |
| 5     | Kanada             | Katerine Savard       | 57,97 |
| 6     | Italien            | Ilaria Bianchi        | 58,11 |
| 7     | Kanada             | Noemie Thomas         | 58,13 |
| 8     | Vereinigte Staaten | Claire Donahue        | 58,30 |

Finale am 29. Juli 2013

##### 200 m Schmetterling
| Platz | Land               | Athletin               | Zeit    |
| ----- | ------------------ | ---------------------- | ------- |
| 1     | China              | Liu Zige               | 2:04,59 |
| 2     | Spanien            | Mireia Belmonte García | 2:04,78 |
| 3     | Ungarn             | Katinka Hosszú         | 2:05,59 |
| 4     | Japan              | Natsumi Hoshi          | 2:06,09 |
| 5     | Ungarn             | Zsuzsanna Jakabos      | 2:06,58 |
| 6     | China              | Jiao Liuyang           | 2:06,65 |
| 7     | Vereinigte Staaten | Cammile Adams          | 2:07,73 |
| 8     | Spanien            | Judit Ignacio Sorribes | 2:08,40 |

Finale am 1. August 2013

#### Lagen

##### 200 m Lagen
| Platz | Land                   | Athletin               | Zeit    |
| ----- | ---------------------- | ---------------------- | ------- |
| 1     | Ungarn                 | Katinka Hosszú         | 2:07,92 |
| 2     | Australien             | Alicia Coutts          | 2:09,39 |
| 3     | Spanien                | Mireia Belmonte García | 2:09,45 |
| 4     | China                  | Ye Shiwen              | 2:10,48 |
| 5     | Vereinigte Staaten     | Caitlin Leverenz       | 2:10,73 |
| 6     | Ungarn                 | Zsuzsanna Jakabos      | 2:10,95 |
| 7     | Vereinigtes Königreich | Sophie Allen           | 2:11,32 |
| 8     | Vereinigtes Königreich | Siobhan-Marie O’Connor | 2:12,03 |

Finale am 29. Juli 2013
 Theresa Michalak belegte mit 2:14,73 min im Vorlauf Rang 20.
 Lisa Zaiser belegte mit 2:14,85 min im Vorlauf Rang 21.
 Alexandra Wenk belegte mit 2:14,90 min im Vorlauf Rang 22.

##### 400 m Lagen
| Platz | Land                   | Athletin               | Zeit    |
| ----- | ---------------------- | ---------------------- | ------- |
| 1     | Ungarn                 | Katinka Hosszú         | 4:30,41 |
| 2     | Spanien                | Mireia Belmonte García | 4:31,21 |
| 3     | Vereinigte Staaten     | Elizabeth Beisel       | 4:31,69 |
| 4     | Vereinigte Staaten     | Madeline DiRado        | 4:32,70 |
| 5     | Vereinigtes Königreich | Hannah Miley           | 4:34,16 |
| 6     | Ungarn                 | Zsuzsanna Jakabos      | 4:34,50 |
| 7     | China                  | Ye Shiwen              | 4:38,51 |
| 8     | Japan                  | Miyu Otsuka            | 4:39,21 |

Finale am 4. August 2013

#### Staffel

##### 4 × 100 m Freistil
| Platz | Land               | Athletinnen                                                                          | Zeit         |
| ----- | ------------------ | ------------------------------------------------------------------------------------ | ------------ |
| 1     | Vereinigte Staaten | Missy Franklin Natalie Coughlin Shannon Vreeland Megan Romano                        | 3:32,31 (AM) |
| 2     | Australien         | Cate Campbell Bronte Campbell Emma McKeon Alicia Coutts                              | 3:32,43 (OC) |
| 3     | Niederlande        | Elise Bouwens Femke Heemskerk Inge Dekker Ranomi Kromowidjojo                        | 3:35,77      |
| 4     | Schweden           | Michelle Coleman Louise Hansson Sarah Sjöström Nathalie Lindborg                     | 3:36,56      |
| 5     | Kanada             | Cheuk Yuen Victoria Poon Sandrine Mainville Chantal van Landeghem Samantha Cheverton | 3:37,09      |
| 6     | Russland           | Weronika Popowa Wiktorija Andrejewa Marija Baklakowa Margarita Nesterowa             | 3:38,45      |
| 7     | Japan              | Haruka Ueda Misaki Yamaguchi Miki Uchida Yayoi Matsumoto                             | 3:39,45      |
| 8     | Deutschland        | Dorothea Brandt Britta Steffen Alexandra Wenk Daniela Schreiber                      | 3:39,57      |

Finale am 28. Juli 2013

##### 4 × 200 m Freistil
| Platz | Land               | Athletinnen                                                                             | Zeit    |
| ----- | ------------------ | --------------------------------------------------------------------------------------- | ------- |
| 1     | Vereinigte Staaten | Katie Ledecky Shannon Vreeland Karlee Bispo Missy Franklin                              | 7:45,14 |
| 2     | Australien         | Bronte Barratt Kylie Palmer Brittany Elmslie Alicia Coutts                              | 7:47,08 |
| 3     | Frankreich         | Camille Muffat Charlotte Bonnet Mylène Lazare Coralie Balmy                             | 7:48,43 |
| 4     | China              | Ye Shiwen Shao Yiwen Guo Junjun Qiu Yuhan                                               | 7:49,79 |
| 5     | Spanien            | Melanie Costa Schmid Patricia Castro Ortega Mireia Belmonte García Beatriz Gómez Cortés | 7:53,20 |
| 6     | Kanada             | Samantha Cheverton Barbara Rojas-Jardin Brittany MacLean Savannah King                  | 7:55,48 |
| 7     | Italien            | Alice Mizzau Martina de Memme Diletta Carli Federica Pellegrini                         | 7:57,91 |
| 8     | Japan              | Chihiro Igarashi Haruka Ueda Yasuko Miyamoto Aya Takano                                 | 7:58,15 |

Finale am 1. August 2013

##### 4 × 100 m Lagen
| Platz | Land                   | Athletinnen                                                           | Zeit    |
| ----- | ---------------------- | --------------------------------------------------------------------- | ------- |
| 1     | Vereinigte Staaten     | Missy Franklin Jessica Hardy Dana Vollmer Megan Romano                | 3:53,23 |
| 2     | Australien             | Emily Seebohm Sally Foster Alicia Coutts Cate Campbell                | 3:55,22 |
| 3     | Russland               | Darja K. Ustinowa Julija Jefimowa Swetlana Tschimrowa Weronika Popowa | 3:56,47 |
| 4     | China                  | Fu Yuanhui Sun Ye Lu Ying Tang Yi                                     | 3:57,30 |
| 5     | Japan                  | Aya Terakawa Satomi Suzuki Natsumi Hoshi Haruka Ueda                  | 3:58,06 |
| 6     | Vereinigtes Königreich | Lauren Quigley Sophie Allen Jemma Lowe Francesca Halsall              | 3:58,67 |
| 7     | Kanada                 | Hilary Caldwell Martha McCabe Katerine Savard Chantal van Landeghem   | 4:00,19 |
| 8     | Deutschland            | Lisa Graf Caroline Ruhnau Alexandra Wenk Britta Steffen               | 4:01,81 |

Finale am 4. August 2013

## Freiwasserschwimmen

### Männer

#### 5 km
| Platz | Land        | Athlet              | Zeit        |
| ----- | ----------- | ------------------- | ----------- |
| 1     | Tunesien    | Oussama Mellouli    | 53:30,4 min |
| 2     | Kanada      | Eric Hedlin         | 53:31,6 min |
| 3     | Deutschland | Thomas Lurz         | 53:32,2 min |
| 4     | Südafrika   | Chad Ho             | 53:33,7 min |
| 5     | Australien  | Jarrod Poort        | 53:34,3 min |
| 6     | Brasilien   | Samuel de Bona      | 53:34,9 min |
| 7     | Ecuador     | Iván Enderica Ochoa | 53:36,7 min |
| 8     | Russland    | Sergei Bolschakow   | 53:36,8 min |

Finale am 20. Juli 2013
 Rob Muffels belegte im Finale in 53:38,5 min Rang 11.

#### 10 km
| Platz | Land         | Athlet              | Zeit        |
| ----- | ------------ | ------------------- | ----------- |
| 1     | Griechenland | Spyros Gianniotis   | 1:49:11,8 h |
| 2     | Deutschland  | Thomas Lurz         | 1:49:14,5 h |
| 3     | Tunesien     | Oussama Mellouli    | 1:49:19,2 h |
| 4     | Frankreich   | Damien Cattin-Vidal | 1:49:19,8 h |
| 5     | Kanada       | Richard Weinberger  | 1:49:19,9 h |
| 6     | Niederlande  | Ferry Weertman      | 1:49:20,3 h |
| 7     | Brasilien    | Allan do Carmo      | 1:49:26,2 h |
| 8     | Südafrika    | Chad Ho             | 1:49:26,3 h |

Finale am 22. Juli 2013
 Christian Martin Reichert belegte in 1:49:26,8 h Rang 9.

#### 25 km
| Platz | Land               | Athlet            | Zeit        |
| ----- | ------------------ | ----------------- | ----------- |
| 1     | Deutschland        | Thomas Lurz       | 4:47:27,0 h |
| 2     | Belgien            | Brian Ryckeman    | 4:47:27,4 h |
| 3     | Russland           | Jewgeni Dratzew   | 4:47:28,1 h |
| 4     | Vereinigte Staaten | Alexander Meyer   | 4:47:28,2 h |
| 5     | Brasilien          | Allan do Carmo    | 4:47:30,1 h |
| 6     | Griechenland       | Spyros Gianniotis | 4:47:31,3 h |
| 7     | Italien            | Simone Ruffini    | 4:47:42,7 h |
| 8     | Argentinien        | Guillermo Bertola | 4:47:44,8 h |

Finale am 27. Juli 2013
 Christian Reichert hat im laufenden Wettbewerb aufgegeben.

### Frauen

#### 5 km
| Platz | Land               | Athletin               | Zeit        |
| ----- | ------------------ | ---------------------- | ----------- |
| 1     | Vereinigte Staaten | Haley Anderson         | 56:34,2 min |
| 2     | Brasilien          | Poliana Okimoto Cintra | 56:34,4 min |
| 3     | Brasilien          | Ana Marcela Cunha      | 56:44,7 min |
| 4     | Griechenland       | Kalliopi Araouzou      | 56:45,3 min |
| 5     | Deutschland        | Isabelle Härle         | 56:46,2 min |
| 6     | Neuseeland         | Cara Baker             | 56:46,2 min |
| 7     | Italien            | Martina Grimaldi       | 56:46,3 min |
| 8     | Vereinigte Staaten | Rebecca Mann           | 56:46,4 min |

Finale am 20. Juli 2013
 Swann Oberson belegte in 57:26,8 min Rang 23.
 Finnia Wunram wurde im laufenden Wettbewerb disqualifiziert.

#### 10 km
| Platz | Land               | Athletin               | Zeit        |
| ----- | ------------------ | ---------------------- | ----------- |
| 1     | Brasilien          | Poliana Okimoto Cintra | 1:58:19,2 h |
| 2     | Brasilien          | Ana Marcela Cunha      | 1:58:19,5 h |
| 3     | Deutschland        | Angela Maurer          | 1:58:20,2 h |
| 4     | Griechenland       | Kalliopi Araouzou      | 1:58:21,3 h |
| 5     | Ungarn             | Anna Olasz             | 1:58:22,4 h |
| 6     | Frankreich         | Ophélie Aspord         | 1:58:23,2 h |
| 7     | China              | Fang Yanqiao           | 1:58:23,2 h |
| 8     | Vereinigte Staaten | Rebecca Mann           | 1:58:23,4 h |

Finale am 23. Juli 2013
 Svenja Zihsler belegte in 1:58:25,8 h Rang 15.

#### 25 km
| Platz | Land               | Athletin                    | Zeit        |
| ----- | ------------------ | --------------------------- | ----------- |
| 1     | Italien            | Martina Grimaldi            | 5:07:19,7 h |
| 2     | Deutschland        | Angela Maurer               | 5:07:19,8 h |
| 3     | Vereinigte Staaten | Eva Fabian                  | 5:07:20,4 h |
| 4     | Italien            | Alice Franco                | 5:07:22,9 h |
| 5     | Brasilien          | Ana Marcela Cunha           | 5:07:23,4 h |
| 6     | Vereinigte Staaten | Christine Jennings          | 5:07:32,3 h |
| 7     | Spanien            | Margarita Domínguez Cabezas | 5:11:55,5 h |
| 8     | Japan              | Yumi Kida                   | 5:16:25,7 h |

Finale am 27. Juli 2013
 Svenja Zihsler hat im laufenden Wettbewerb aufgegeben.

### Gemischtes Team
Im Unterschied zu einer Staffel sind hier alle drei Schwimmer eines Teams zusammen geschwommen, vergleichbar mit einem Mannschaftszeitfahren bei Straßenradrennen. Gewertet wurde dann die Zeit des letzten Schwimmers im Ziel.

#### 5 km
| Platz | Land               | Athlet/-in                                              | Zeit        |
| ----- | ------------------ | ------------------------------------------------------- | ----------- |
| 1     | Deutschland        | Christian Reichert Thomas Lurz Isabelle Härle           | 52:54,9 min |
| 2     | Griechenland       | Spyros Gianniotis Antonios Fokaidis Kalliopi Araouzou   | 54:03,3 min |
| 3     | Brasilien          | Allan do Carmo Samuel de Bona Poliana Okimoto Cintra    | 54:03,5 min |
| 4     | Australien         | Simon Huitenga Jarrod Poort Melissa Gorman              | 54:16,1 min |
| 5     | Italien            | Simone Ercoli Luca Ferretti Rachele Bruni               | 54:34,0 min |
| 6     | Vereinigte Staaten | Andrew Gemmell Sean Patrick Ryan Haley Anderson         | 54:44,7 min |
| 7     | Frankreich         | Damien Cattin-Vidal Bertrand Venturi Aurélie Muller     | 55:26,3 min |
| 8     | Russland           | Jewgeni Dratzew Kirill Abrossimow Jelisaweta Gorschkowa | 56:08,7 min |

Finale am 25. Juli 2013

## Synchronschwimmen

### Frauen

#### Kombination
| Platz | Land         | Athletinnen | Punkte |
| ----- | ------------ | --- | ------ |
| 1     | Russland     | Michaela Kalantscha, Darja Korobowa, Anissija Olchowa, Alexandra Pazkewitsch, Jelena Prokofjewa, Alla Schischkina, Marija Schurotschkina, Alexandra Sujewa, Anschelika Timanina, Wlada Tschigirjowa            | 97,060 |
| 2     | Spanien      | Clara Basiana, Alba María Cabello, Ona Carbonell, Margalida Crespí, Thaïs Henríquez, Paula Klamburg, Sara Levy, Meritxell Mas, Laia Pons, Cristina Salvador                                                    | 94,620 |
| 3     | Ukraine      | Lolita Ananassowa, Marina Goljadkina, Olena Hretschychina, Hanna Klymenko, Kateryna Resnik, Olexandra Sabada, Kateryna Sadurska, Anastassija Sawtschuk, Anna Woloschyna, Olha Solotarjowa                      | 93,350 |
| 4     | Japan        | Yumi Adachi, Miho Arai, Aika Hakoyama, Mayo Itoyama, Hikaru Kazumori, Risako Mitsui, Kanami Nakamaki, Misa Sugiyama, Kurumi Yoshida                                                                            | 92,020 |
| 5     | Kanada       | Camille Bowness, Annabelle Frappier, Sandy Gill, Claudia Holzner, Emilia Kopcik, Lisa Mikelberg, Marie-Lou Morin, Kaylene Scheil, Jacqueline Simoneau, Karine Thomas                                           | 90,410 |
| 6     | Italien      | Elisa Bozzo, Beatrice Callegari, Camilla Cattaneo, Francesca Deidda, Manila Flamini, Giulia Lapi, Mariangela Perrupato, Alessia Pezone, Dalila Schiesaro, Sara Sgarzi                                          | 89,550 |
| 7     | Griechenland | Maria Alzingouzi-Kominea, Konstantina Bachtsevanidou, Evangelia Gialidi, Giana Gkeorgkieva, Vasiliki Kafetzi, Evangelia Koutidi, Evangelia Papazoglou, Evangelia Platanioti, Despina Solomou, Sofia Tsipouridi | 86,850 |
| 8     | Frankreich   | Marie Annequin, Laura Augé, Maeva Charbonnier, Margaux Chrétien, Iphinoé Davvetas, May Jouvenez, Chloé Kautzmann, Lauriane Pontat, Lisa Richaud, Chloé Willhelm                                                | 86,820 |

Finale am 27. Juli 2013
 Das Team der Schweiz belegte mit 82,310 Punkten im Finale Rang 11. Zum Team gehörten Pamela Fischer, Sophie Giger, Sascia Kraus, Anja Nyffeler, Kristel Oeschger, Isabelle Quinche, Flavia Rumasuglia, Désirée Widmer, Giordana Widmer und Matilda Wunderlin.

#### Solo (technisches Programm)
| Platz | Land         | Athletinnen         | Punkte |
| ----- | ------------ | ------------------- | ------ |
| 1     | Russland     | Swetlana Romaschina | 96,800 |
| 2     | China        | Huang Xuechen       | 95,500 |
| 3     | Spanien      | Ona Carbonell       | 94,400 |
| 4     | Ukraine      | Hanna Woloschyna    | 92,900 |
| 5     | Japan        | Yukiko Inui         | 91,900 |
| 6     | Kanada       | Chloé Isaac         | 90,600 |
| 7     | Griechenland | Despina Solomou     | 89,600 |
| 8     | Italien      | Linda Cerruti       | 89,200 |

Finale am 20. Juli 2013
 Pamela Fischer belegte mit 82,700 Punkten im Finale Rang 14.
 Nadine Brandl belegte mit 81,900 Punkten im Finale Rang 15.
 Kyra Felßner belegte mit 80,100 Punkten im Finale Rang 16.

#### Duett (technisches Programm)
| Platz | Land                   | Athletinnen                                  | Punkte |
| ----- | ---------------------- | -------------------------------------------- | ------ |
| 1     | Russland               | Swetlana Kolesnitschenko Swetlana Romaschina | 97,300 |
| 2     | China                  | Jiang Tingting Jiang Wenwen                  | 94,900 |
| 3     | Spanien                | Ona Carbonell Margalida Crespí               | 93,800 |
| 4     | Ukraine                | Lolita Ananassowa Hanna Woloschyna           | 92,400 |
| 5     | Japan                  | Yumi Adachi Yukiko Inui                      | 91,700 |
| 6     | Kanada                 | Chloé Isaac Karine Thomas                    | 90,000 |
| 7     | Griechenland           | Evangelia Platanioti Despina Solomou         | 88,300 |
| 8     | Vereinigtes Königreich | Olivia Federici Jenna Randall                | 87,800 |
| 8     | Italien                | Linda Cerruti Costanza Ferro                 | 87,800 |

Finale am 21. Juli 2013
 Pamela Fischer und Anja Nyffeler erreichten mit 82,200 Punkten im Finale Rang 14.
 Wiebke Jeske und Edith Zeppenfeld erreichten mit 77,600 Punkten im Vorkampf Rang 18.

#### Team (technisches Programm)
| Platz | Land         | Athletinnen | Punkte |
| ----- | ------------ | --- | ------ |
| 1     | Russland     | Darja Korobowa, Alexandra Pazkewitsch, Jelena Prokofjewa, Alla Schischkina, Marija Schurotschkina, Alexandra Sujewa, Anschelika Timanina, Wlada Tschigirjowa              | 96,600 |
| 2     | Spanien      | Clara Basiana, Alba María Cabello, Ona Carbonell, Margalida Crespí, Thaïs Henríquez, Paula Klamburg, Meritxell Mas, Cristina Salvador                                     | 94,400 |
| 3     | Ukraine      | Lolita Ananassowa, Olena Hretschychina, Hanna Klymenko, Kateryna Resnik, Oleksandra Sabada, Kateryna Sadurska, Anastassija Sawtschuk, Hanna Woloschyna                    | 93,300 |
| 4     | Japan        | Yumi Adachi, Miho Arai, Aika Hakoyama, Yukiko Inui, Mayo Itoyama, Risako Mitsui, Kanami Nakamaki, Mai Nakamura                                                            | 92,200 |
| 5     | Kanada       | Annabelle Frappier, Sandy Gill, Chloé Isaac, Emilia Kopcik, Stéphanie Leclair, Marie-Lou Morin, Jaqueline Simoneau, Karine Thomas                                         | 90,300 |
| 6     | Italien      | Elisa Bozzo, Beatrice Callegari, Camilla Cattaneo, Manila Flamini, Giulia Lapi, Mariangela Perrupato, Dalila Schiesaro, Sara Sgarzi                                       | 89,900 |
| 7     | Frankreich   | Marie Annequin, Laura Augé, Maeva Charbonnier, Margaux Chrétien, May Jouvenez, Chloé Kautzmann, Lauriane Pontat, Lisa Richaud                                             | 87,200 |
| 8     | Griechenland | Maria Alzingouzi-Kominea, Konstantina Bachtsevanidou, Evangelia Gialidi, Vasiliki Kafetzi, Evangelia Koutidi, Evangelia Papazoglou, Evangelia Platanioti, Despina Solomou | 86,400 |

Finale am 22. Juli 2013

#### Solo (freies Programm)
| Platz | Land                   | Athletinnen         | Punkte |
| ----- | ---------------------- | ------------------- | ------ |
| 1     | Russland               | Swetlana Romaschina | 97,340 |
| 2     | China                  | Huang Xuechen       | 95,720 |
| 3     | Spanien                | Ona Carbonell       | 94,290 |
| 4     | Ukraine                | Lolita Ananassowa   | 92,740 |
| 5     | Japan                  | Yukiko Inui         | 91,600 |
| 6     | Kanada                 | Chloé Isaac         | 89,940 |
| 7     | Griechenland           | Despina Solomou     | 88,800 |
| 8     | Vereinigtes Königreich | Jenna Randall       | 87,590 |

Finale am 24. Juli 2013
 Pamela Fischer belegte mit 82,840 Punkten in der Qualifikation Rang 14.
 Nadine Brandl belegte mit 82,040 Punkten in der Qualifikation Rang 17.
 Kyra Felßner belegte mit 80,060 Punkten in der Qualifikation Rang 18.

#### Duett (freies Programm)
| Platz | Land         | Athletinnen                                  | Punkte |
| ----- | ------------ | -------------------------------------------- | ------ |
| 1     | Russland     | Swetlana Kolesnitschenko Swetlana Romaschina | 97,680 |
| 2     | China        | Jiang Tingting Jiang Wenwen                  | 95,350 |
| 3     | Spanien      | Ona Carbonell Margalida Crespí               | 94,990 |
| 4     | Ukraine      | Lolita Ananassowa Hanna Woloschyna           | 92,620 |
| 5     | Japan        | Yumi Adachi Yukiko Inui                      | 91,620 |
| 6     | Italien      | Linda Cerruti Costanza Ferro                 | 89,170 |
| 7     | Griechenland | Evangelia Platanioti Despina Solomou         | 87,980 |
| 8     | Kanada       | Emilia Kopcik Stéphanie Leclair              | 87,370 |

Finale am 25. Juli 2013
 Pamela Fischer und Anja Nyffeler erreichten mit 83,030 Punkten im Finale Rang 12.
 Inken Jeske und Edith Zeppenfeld erreichten mit 77,770 Punkten im Vorkampf Rang 18.

#### Team (freies Programm)
| Platz | Land         | Athletinnen | Punkte |
| ----- | ------------ | --- | ------ |
| 1     | Russland     | Swetlana Kolesnitschenko, Darja Korobowa, Alexandra Pazkewitsch, Jelena Prokofjewa, Alla Schischkina, Marija Schurotschkina, Anschelika Timanina, Wlada Tschigirjowa        | 97,400 |
| 2     | Spanien      | Clara Basiana, Alba María Cabello, Ona Carbonell, Margalida Crespí, Thaïs Henríquez, Paula Klamburg, Sara Levy, Meritxell Mas                                               | 94,230 |
| 3     | Ukraine      | Lolita Ananassowa, Olena Hretschychina, Hanna Klymenko, Oleksandra Sabada, Kateryna Sadurska, Anastassija Sawtschuk, Olha Solotarjowa, Hanna Woloschyna                     | 93,640 |
| 4     | Japan        | Yumi Adachi, Aika Hakoyama, Mayo Itoyama, Hikaru Kazumori, Risako Mitsui, Kanami Nakamaki, Mai Nakamura, Misa Sugiyama                                                      | 91,950 |
| 5     | Italien      | Elisa Bozzo, Beatrice Callegari, Camilla Cattaneo, Manila Flamini, Giulia Lapi, Mariangela Perrupato, Dalila Schiesaro, Sara Sgarzi                                         | 89,840 |
| 6     | Kanada       | Sandy Gill, Chloé Isaac, Emilia Kopcik, Stéphanie Leclair, Lisa Mikelberg, Marie-Lou Morin, Jacqueline Simoneau, Karine Thomas                                              | 88,620 |
| 7     | Frankreich   | Marie Annequin, Laura Augé, Maeva Charbonnier, Margaux Chrétien, May Jouvenez, Chloé Kautzmann, Lauriane Pontat, Lisa Richaud                                               | 87,080 |
| 8     | Griechenland | Maria Alzingouzi-Kominea, Konstantina Bachtsevanidou, Evangelia Gialidi, Giana Gkeorgkieva, Vasiliki Kafetzi, Evangelia Koutidi, Evangelia Papazoglou, Evangelia Platanioti | 85,060 |

Finale am 26. Juli 2013
 Das Team der Schweiz erreichte mit 82,680 Punkten im Finale Rang 11. Das Team bestand aus Pamela Fischer, Sophie Giger, Sascia Kraus, Anja Nyffeler, Sara Nyffeler, Isabelle Quinche, Giordana Widmer und Matilda Wunderlin.

## Wasserspringen

### Männer

#### 1 m Brett
| Platz | Land        | Athlet           | Punkte |
| ----- | ----------- | ---------------- | ------ |
| 1     | China       | Li Shixin        | 460,95 |
| 2     | Ukraine     | Illja Kwascha    | 434,30 |
| 3     | Mexiko      | Alejandro Chavez | 431,55 |
| 4     | China       | Sun Zhiyi        | 425,05 |
| 5     | Österreich  | Constantin Blaha | 411,75 |
| 6     | Frankreich  | Matthieu Rosset  | 409,45 |
| 7     | Mexiko      | Rommel Pacheco   | 399,65 |
| 8     | Deutschland | Martin Wolfram   | 398,05 |

Finale am 22. Juli 2013
 Oliver Homuth belegte mit 386,75 Punkten im Finale Rang 10.

#### 3 m Brett
| Platz | Land        | Athlet               | Punkte |
| ----- | ----------- | -------------------- | ------ |
| 1     | China       | He Chong             | 544,95 |
| 2     | Russland    | Jewgeni Kusnezow     | 508,00 |
| 3     | Mexiko      | Yahel Castillo       | 498,30 |
| 4     | Ukraine     | Illja Kwascha        | 494,10 |
| 5     | China       | Qin Kai              | 473,25 |
| 6     | Spanien     | Javier Illana García | 468,15 |
| 7     | Deutschland | Patrick Hausding     | 445,75 |
| 8     | Japan       | Sho Sakai            | 433,40 |

Finale am 26. Juli 2013
 Constantin Blaha belegte mit 429,45 Punkten im Finale Rang 9.
 Stephan Feck belegte mit 361,35 Punkten im Halbfinale Rang 18.

#### 10 m Turm
| Platz | Land                   | Athlet           | Punkte |
| ----- | ---------------------- | ---------------- | ------ |
| 1     | China                  | Qiu Bo           | 581,00 |
| 2     | Vereinigte Staaten     | David Boudia     | 517,40 |
| 3     | Deutschland            | Sascha Klein     | 508,55 |
| 4     | Mexiko                 | Germán Sánchez   | 506,35 |
| 5     | Mexiko                 | Iván García      | 502,75 |
| 6     | Vereinigtes Königreich | Tom Daley        | 470,60 |
| 7     | Ukraine                | Olexandr Bondar  | 464,75 |
| 8     | Russland               | Wiktor Minibajew | 449,75 |

Finale am 28. Juli 2013
 Dominik Stein belegte mit 325,05 Punkten im Halbfinale Rang 18.

#### Synchron 3 m
| Platz | Land                   | Athleten                              | Punkte |
| ----- | ---------------------- | ------------------------------------- | ------ |
| 1     | China                  | Qin Kai He Chong                      | 448,86 |
| 2     | Russland               | Jewgeni Kusnezow Ilja Sacharow        | 428,01 |
| 3     | Mexiko                 | Jahir Ocampo Rommel Pacheco           | 422,79 |
| 4     | Deutschland            | Patrick Hausding Stephan Feck         | 411,27 |
| 5     | Vereinigte Staaten     | Michael Hixon Troy Dumais             | 410,85 |
| 6     | Malaysia               | Tze Liang Ooi Ahmad Amsyar Azman      | 404,61 |
| 7     | Ukraine                | Illja Kwascha Oleksij Pryhorow        | 403,65 |
| 8     | Vereinigtes Königreich | Christopher Mears Nick Robinson-Baker | 391,53 |

Finale am 23. Juli 2013

#### Synchron 10 m
| Platz | Land        | Athleten                                   | Punkte |
| ----- | ----------- | ------------------------------------------ | ------ |
| 1     | Deutschland | Sascha Klein Patrick Hausding              | 461,46 |
| 2     | Russland    | Wiktor Minibajew Artjom Tschessakow        | 445,95 |
| 3     | China       | Cao Yuan Zhang Yanquan                     | 445,56 |
| 4     | Mexiko      | Germán Sánchez Iván García                 | 442,86 |
| 5     | Kuba        | José Guerra Jeinkler Aguirre               | 434,49 |
| 6     | Ukraine     | Dmytro Meschenskyj Oleksandr Horschkowosow | 425,52 |
| 7     | Italien     | Francesco Dell’Uomo Maicol Verzotto        | 386,25 |
| 8     | Südkorea    | Woo Ha-ram Kim Yeong-nam                   | 386,22 |

Finale am 21. Juli 2013
Erste deutsche Goldmedaille im Wassersprung seit 1973

#### 27 m Klippensprung
| Platz | Land                   | Athlet              | Punkte |
| ----- | ---------------------- | ------------------- | ------ |
| 1     | Kolumbien              | Orlando Duque       | 590,20 |
| 2     | Vereinigtes Königreich | Gary Hunt           | 589,30 |
| 3     | Mexiko                 | Jonathan Paredes    | 578,35 |
| 4     | Tschechien             | Michal Navrátil     | 540,70 |
| 5     | Vereinigtes Königreich | Matt Cowen          | 539,60 |
| 6     | Russland               | Artem Silchenko     | 520,55 |
| 7     | Ukraine                | Anatolii Shabotenko | 498,60 |
| 8     | Polen                  | Kris Kolanus        | 469,15 |

Finale am 29. und 31. Juli 2013

### Frauen

#### 1 m Brett
| Platz | Land        | Athletin          | Punkte |
| ----- | ----------- | ----------------- | ------ |
| 1     | China       | He Zi             | 307,10 |
| 2     | Italien     | Tania Cagnotto    | 307,00 |
| 3     | China       | Wang Han          | 297,75 |
| 4     | Mexiko      | Dolores Hernández | 272,40 |
| 5     | Kanada      | Pamela Ware       | 265,10 |
| 6     | Deutschland | Tina Punzel       | 264,50 |
| 7     | Russland    | Darja Gowor       | 256,45 |
| 8     | Niederlande | Uschi Freitag     | 254,60 |

Finale am 23. Juli 2013
 Sophie Somloi erreichte mit 221,70 Punkten im Vorkampf Rang 22.

#### 3 m Brett
| Platz | Land                   | Athletin        | Punkte |
| ----- | ---------------------- | --------------- | ------ |
| 1     | China                  | He Zi           | 383,40 |
| 2     | China                  | Wang Han        | 356,25 |
| 3     | Kanada                 | Pamela Ware     | 350,25 |
| 4     | Italien                | Tania Cagnotto  | 345,45 |
| 5     | Kanada                 | Jennifer Abel   | 339,75 |
| 6     | Italien                | Maria Marconi   | 334,05 |
| 7     | Vereinigtes Königreich | Hannah Starling | 326,20 |
| 8     | Mexiko                 | Laura Sánchez   | 323,05 |

Finale am 27. Juli 2013
 Tina Punzel erreichte mit 290,75 Punkten im Halbfinale Rang 13.

#### 10 m Turm
| Platz | Land                   | Athletin              | Punkte |
| ----- | ---------------------- | --------------------- | ------ |
| 1     | China                  | Si Yajie              | 392,15 |
| 2     | China                  | Chen Ruolin           | 388,70 |
| 3     | Ukraine                | Julija Prokoptschuk   | 358,40 |
| 4     | Vereinigtes Königreich | Sarah Barrow          | 346,45 |
| 5     | Deutschland            | Maria Kurjo           | 336,55 |
| 6     | Malaysia               | Pandelela Rinong Pamg | 334,55 |
| 7     | Venezuela              | María Betancourt      | 328,35 |
| 8     | Kanada                 | Roseline Filion       | 316,70 |

Finale am 25. Juli 2013
 Kieu Doung erreichte mit 266,60 Punkten im Vorkampf Rang 23.

#### Synchron 3 m
| Platz | Land                   | Athletinnen                            | Punkte |
| ----- | ---------------------- | -------------------------------------- | ------ |
| 1     | China                  | Wu Minxia Shi Tingmao                  | 338,40 |
| 2     | Italien                | Tania Cagnotto Francesca Dallapé       | 307,80 |
| 3     | Kanada                 | Jennifer Abel Pamela Ware              | 292,08 |
| 4     | Mexiko                 | Arantxa Chávez Laura Sánchez           | 290,70 |
| 5     | Malaysia               | Jun Hoong Cheong Pandelela Rinong Pamg | 289,20 |
| 6     | Vereinigtes Königreich | Rebecca Gallantree Alicia Blagg        | 284,73 |
| 7     | Vereinigte Staaten     | Amanda Burke Samantha Pickens          | 284,64 |
| 8     | Australien             | Maddison Keeney Sherilyse Gowlett      | 279,03 |

Finale am 20. Juli 2013
 Tina Punzel und Kieu Duong belegten mit 250,80 Punkten Vorkampf den 13. Platz.

#### Synchron 10 m
| Platz | Land                   | Athletinnen                              | Punkte |
| ----- | ---------------------- | ---------------------------------------- | ------ |
| 1     | China                  | Chen Ruolin Liu Huixia                   | 356,28 |
| 2     | Kanada                 | Meaghan Benfeito Roseline Filion         | 331,41 |
| 3     | Malaysia               | Pandelela Rinong Pamg Mun Yee Leong      | 331,14 |
| 4     | Australien             | Emily Boyd Lara Tarvit                   | 309,78 |
| 5     | Vereinigtes Königreich | Tonia Couch Sarah Barrow                 | 309,72 |
| 6     | Mexiko                 | Paola Espinosa Alejandra Orozco          | 306,39 |
| 7     | Vereinigte Staaten     | Cheyenne Cousineau Samantha Bromberg     | 301,74 |
| 8     | Russland               | Julija Timoschinina Jekaterina Petuchowa | 298,32 |

Finale am 22. Juli 2013
 Maria Kurjo und Julia Stolle erreichten mit 253,08 Punkten im Finale den 12. Rang.

#### 20 m Klippensprung
| Platz | Land               | Athletin          | Punkte |
| ----- | ------------------ | ----------------- | ------ |
| 1     | Vereinigte Staaten | Cesilie Carlton   | 211,60 |
| 2     | Vereinigte Staaten | Ginger Huber      | 206,70 |
| 3     | Deutschland        | Anna Bader        | 203,90 |
| 4     | Kanada             | Stephanie de Lima | 182,55 |
| 5     | Vereinigte Staaten | Tara Tira         | 177,20 |
| 6     | Ukraine            | Diana Tomilina    | 153,95 |

Finale am 30. Juli 2013

## Wasserball

### Männer
| Platz | Land         | Athleten |
| ----- | ------------ | --- |
| 1     | Ungarn       | Attila Decker, Viktor Nagy, Bence Bátori, Krisztián Bedő, Ádám Decker, Miklós Gór-Nagy, Balázs Hárai, Norbert Hosnyánszky, Norbert Madaras, Márton Szivós, Dániel Varga, Dénes Varga, Márton Vámos                                                                                         |
| 2     | Montenegro   | Zdravko Radić, Draško Brguljan, Vjekoslav Pasković, Antonio Petrović, Darko Brguljan, Ugo Crousillat, Mlađan Janović, Nikola Janović, Aleksandar Ivović, Sasa Misić, Filip Klikovać, Predrag Jokić, Miloš Šćepanović                                                                       |
| 3     | Kroatien     | Josip Pavić, Luka Lončar, Ivan Milaković, Fran Paškvalin, Maro Joković, Luka Bukić, Petar Muslim, Andro Bušlje, Sandro Sukno, Nikša Dobud, Anđelo Šetka, Paulo Obradović, Marko Bijač |
| 4     | Italien      | Stefano Tempesti, Amaurys Pérez, Niccolò Gitto, Pietro Figlioli, Alex Giorgetti, Maurizio Felugo, Niccolò Figari, Valentino Gallo, Christian Presciutti, Deni Fiorentini, Matteo Aicardi, Christian Napolitano, Marco Del Lungo                                                            |
| 5     | Spanien      | Iñaki Aguilar, Ricard Alarcon, Ruben de Lera, Albert Español, Pere Estrany, Xavier García, Daniel López, Marc Minguell, Guillermo Molina, Alberto Munárriz, Felipe Perrone, Balázs Szirányi, Xavier Vallès                                                                                 |
| 6     | Griechenland | Konstandinos Tsalkanis, Emmanouil Mylonakis, Konstandinos Gouvis, Konstandinos Genidounias, Ioannis Fountoulis, Kyriakos Pondikeas, Christos Afroudakis, Evangelos Delakas, Konstandinos Mourikis, Christodoulos Kolomvos, Alexandros Gounas, Angelos Vlachopoulos, Konstandinos Galanidis |
| 7     | Serbien      | Milan Aleksić, Miloš Ćuk, Filip Filipović, Živko Gocić, Dušan Mandić, Branislav Mitrović, Stefan Mitrović, Slobodan Nikić, Duško Pijetlović, Gojko Pijetlović, Andrija Prlainović, Nikola Rađen, Vanja Udovičić                                                                            |
| 8     | Australien   | Joel Dennerley, Richard Campbell, Matthew Martin, John Cotterill, Nathan Power, Jarrod Gilchrist, Aidan Roach, Aaron Younger, Joel Swift, Tyler Martin, Rhys Howden, William Miller, James Clark                                                                                           |

Finale (3. August 2013): Ungarn : Montenegro (8:7)
Spiel um Platz 3 (3. August 2013): Kroatien : Italien (10:8)
Spiel um Platz 5 (3. August 2013): Griechenland : Spanien (8:10)
Spiel um Platz 7 (3. August 2013): Australien : Serbien (7:13)
 Das deutsche Team schied im Achtelfinale (offiz. Elimination Round) gegen Australien aus. Die Gruppenphase zuvor beendete man mit zwei Siegen und einer Niederlage auf dem zweiten Rang.

### Frauen
| Platz | Land               | Athletinnen |
| ----- | ------------------ | --- |
| 1     | Spanien            | Laura Ester, Marta Bach, Anna Espar, Roser Tarragó, Matilde Ortiz, Jennifer Pareja, Lorena Miranda, Pilar Pena, Andrea Blas, Ona Meseguer, Maria García Godoy, Laura López, Patricia Herrera                                                                                             |
| 2     | Australien         | Lea Barta, Jayde Appel, Hannah Buckling, Holly Lincoln-Smith, Isabel Bishop, Bronwen Knox, Rowena Webster, Glencora McGhie, Zoe Arancini, Ashleigh Southern, Keesja Gofers, Nicola Zagame, Kelsey Wakefield                                                                              |
| 3     | Ungarn             | Flóra Bolonyai, Anna Illés, Dóra Antal, Dóra Kisteleki, Gabriella Szűcs, Orsolya Takács, Ibolya Kitti Miskolczi, Rita Keszthelyi, Ildikó Tóth, Barbara Bujka, Krisztina Garda, Katalin Menczinger, Orsolya Kasó                                                                          |
| 4     | Russland           | Anna Ustjuchina, Diana Antonowa, Jekaterina Prokofjewa, Elwina Karimowa, Alexandra Antonowa, Olga Belowa, Jekaterina Tankejewa, Anna Grinewa, Anna Timofejewa, Olga Beljajewa, Jewgenija Iwanowa, Jekaterina Selenzowa, Anna Karnauch                                                    |
| 5     | Vereinigte Staaten | Elizabeth Armstrong, Lauren Silver, Melissa Seidemann, Rachel Fattal, Caroline Clark, Margaret Steffens, Coutney Mathewson, Kiley Neushul, Jillian Kraus, Kelly Rulon, Annika Dries, Kameryn Craig, Tumuaialii Anae                                                                      |
| 6     | Griechenland       | Eleni Kouvdou, Christina Tsoukala, Vasiliki Diamantopoulou, Ilektra Maria Psouni, Margarita Plevritou, Alkisti Avramidou, Alexandra Asimaki, Antigoni Roubessi, Christina Kotsia, Triantafyllia Manolioudaki, Eleftheria Plevritou, Alkistis Christina Benekou, Chrysoula Diamantopoulou |
| 7     | Niederlande        | Ilse van der Meijden, Yasemin Smit, Marloes Nijhuis, Biurakn Hakhverdian, Sabrina van der Sloot, Nomi Stomphorst, Iefke van Belkum, Vivian Sevenich, Carolina Slagter, Dagmar Genee, Lieke Klaassen, Ieonie van der Molen, Anne Heinis                                                   |
| 8     | Kanada             | Michele Relton, Krystina Alogbo, Katrina Monton, Emma Wright, Monika Eggens, Sophie Baron la Salle, Joelle Bekhazi, Doninique Perreault, Carmen Eggens, Christine Robinson, Stephanie Valin, Marina Radu, Nicola Colterjohn                                                              |

Finale (2. August 2013): Australien : Spanien (6:8)
Spiel um Platz 3 (2. August 2013): Russland : Ungarn (8:10)
Spiel um Platz 5 (2. August 2013): Griechenland : Vereinigte Staaten (13:15)
Spiel um Platz 7 (2. August 2013): Kanada : Niederlande (9:12)

## Fernsehübertragung
In Deutschland wurden die Weltmeisterschaften im Hauptprogramm des Sportsenders Eurosport sowie von ARD und ZDF übertragen. Das ZDF verwendete zudem seinen Digitalkanal ZDFinfo, zum Teil wurde dort jedoch nur das Programm vom ZDF übernommen. In Österreich übertrug der ORF, in der Schweiz die SSR.